# Mulloidichthys flavolineatus
 Mulloidichthys flavolineatus és una espècie de peix de la família dels múl·lids i de l'ordre dels perciformes.

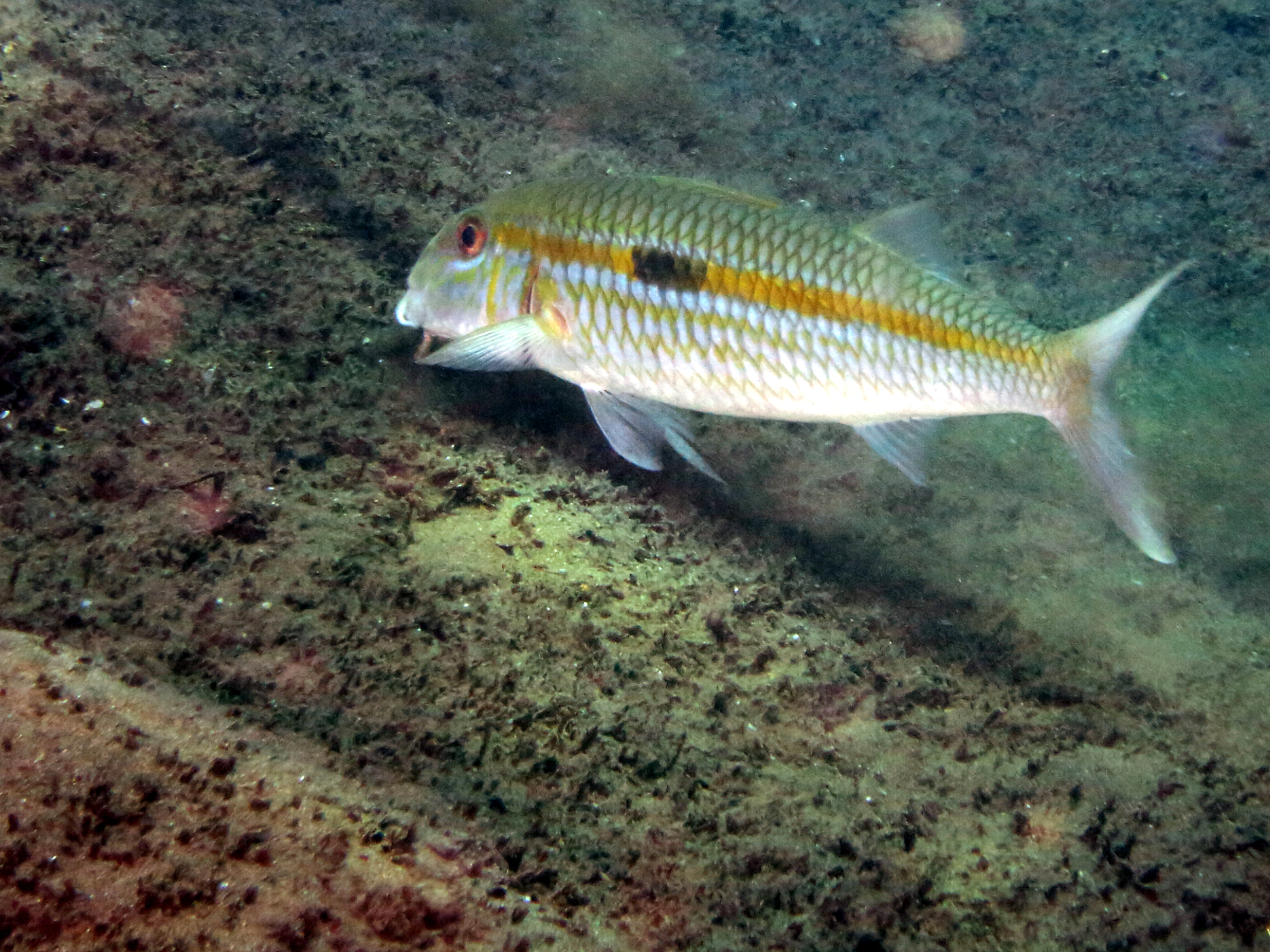
Mulloidichthys flavolineatus

## Morfologia
Els mascles poden assolir els 43 cm de longitud total.

## Distribució geogràfica
Es troba des del Mar Roig i l'Àfrica oriental fins a les Hawaii, les Illes Marqueses, les Illes Ryukyu i l'Illa de Pasqua.